# Підляське воєводство (1513—1795)
Підляське воєво́дство (лат. Palatinatus Podlachiae, пол. Województwo podlaskie) — адміністративно-територіальна одиниця Великого князівства Литовського (до 1569) та Корони Польської в Речі Посполитій. Існувало в 1513–1795 роках. Створене на основі земель Підляшшя, що входило до складу литовського Троцького воєводства. 1566 року розділене на власне Підляське та Берестейське воєводства. Після Люблінської унії 1569 року входило до складу Малопольської провінції. Належало до регіону Русь. Розташовувалося в центральній частині Речі Посполитої, на північному заході Русі. Головне місто — Дорогочин. Очолювалося підляськими воєводами. Сеймик воєводства збирався у Дорогочині. Мало представництво із 2 сенаторів у Сенаті Речі Посполитої. До 1566 року складалося з 5 повітів, після — з 3. Населення в 1790 році нараховувало 226 392 осіб. Ліквідоване 1795 року під час третього поділу Речі Посполитої. Територія воєводства була поділена між Білостоцьким департаментом Прусського королівства та Новою Галичиною Австрійської монархії.

## Історія
Воєводство утворене шляхом вилучення зі складу Троцького воєводства Дорогичинської, Мельницької та Більської земель та Берестейської землі (Берестейський, Кам'янецький (Кам'янець-Литовський) і Кобринський повіти). Датою створення воєводства вважається 29 серпня 1513 року, коли король польський і великий князь литовський Сигізмунд I видав привілей для пана Івана Сапіги на уряд підляського воєводи. Головною причиною, яка змусила Сигізмунда I утворити нове воєводство, була розлогість Троцького воєводства. Це створювало чималі проблеми при адмініструванні величезної території. 1566 року Берестейська земля отримала статус окремого воєводства. Внаслідок Люблінської унії 1569 року Підляське воєводство перейшло до складу Корони Королівства Польського. Столицею воєводства було місто Дорогичин, там містилася садиба земського суду і відбувалися воєводські сеймики.
Внаслідок третього поділу Речі Посполитої Підляське воєводство припинило існування. Його територію було включено до складу Прусського королівства.

## Адміністративний устрій

Підляське воєводство у складі Великого князівства Литовського після адміністративної реформи 1565—1566 років

Територія Підляського воєводства становила близько 12,5 тис. км². Первісно Дорогичинська земля складалася із 3 повітів — Дорогичинського, Венгрівського та Мельницького. З часом Венгрівський повіт увійшов до складу Дорогичинського. Після реформи 1566 року Підляське воєводство складалася з трьох земель:
- Більська земля (Більський повіт)
- Дорогичинська земля (Дорогичинський повіт)
- Мельницька земля (Мельницький повіт)

## Судочинство
Садиба земського суду Підляського воєводства містилася в Дорогичині. Судові повіти збігалися з трьома землями воєводства. Садибою судів Більського судового повіту містилася не в земельному осідку Більську, а в Бранську. Певний дуалізм воєводства полягав у тому, що Дорогичинська і Мельницька землі, хоч і були у складі ВКЛ, але в судочинстві послуговувалися польським правом від середини XV століття. Більська земля силою привілею короля польського і великого князя литовського Олександра від 1501 року теж отримала польське право.

## Уряди
Підляське воєводство мало в сенаті усього двох представників — воєводу і каштеляна (уряд утворено лише 1566 року). Процес формування земської урядницької ієрархії на території воєводства завершився у другій половині XVII століття. Воєводські сеймики проходили в Дорогичині